# 阿巴斯·阿里
阿巴斯·阿里（Abbas Ali，1990年9月3日—）是一名巴基斯坦足球运动员，曾入选巴基斯坦国家队并参加2006年亚足联挑战杯、2006年亚洲运动会资格赛、2008年亚足联挑战杯和2010年亚洲运动会。他在场上的位置是中后卫和后腰。

## 俱乐部生涯
阿巴斯·阿里最早在2005－06赛季巴基斯坦超级足球联赛登场，在22场比赛中出场6次，那时他只有15岁。在2006年12月14日对阵巴基斯坦海军俱乐部的比赛中，他在第89分钟打进了自己职业生涯的首个进球。这个进球帮助国家银行俱乐部以2－1战胜对手。
自2007－08赛季开始，阿巴斯·阿里改打中场。2007年11月15日，他面对哈比卜银行俱乐部打进扳平比分的进球，使国家银行俱乐部以2－1取得比赛胜利。阿巴斯·阿里在本赛季共打进5个进球，其中最后一个诞生于2008年1月5日面对费萨拉巴德医学院俱乐部的比赛，本场比赛以国家银行俱乐部5－2的大胜告终。
接下来的赛季中，国家银行俱乐部在2008年10月13日迎战恰曼阿富汗人俱乐部。这场比赛见证了一个新纪录的诞生：阿巴斯·阿里成为了巴基斯坦超级联赛历史上首个在同一比赛中打进正常进球和乌龙球的球员。他在第30分钟打进了乌龙球，但第75分钟才挽回自己的失误。最终的结果是国家银行俱乐部以6－2战胜对方——双方的8次进球各有一次“归功于”阿里。
2009－10赛季，阿里只进了一个球。该赛季结束后，他所在的国家银行俱乐部的联赛排名第10位，为球队历史最差。

## 国家队生涯
阿巴斯·阿里曾参加两届亚足联挑战杯，但没有进球记录，反而在2008年挑战杯上染黄。2010年亚运会上他以23岁以下运动员身份出战，然而未尝胜果。